# Gare de Salou-Port Aventura
La gare de Salou-Port Aventura est une gare ferroviaire espagnole située au nord de Salou. Elle fut créée pour desservir le parc d'attractions alors nommé Port Aventura.
Elle est située tout de près de Salou et n'est accessible que par voie routière. C'est une gare de passage disposant de deux voies centrales. Elle est desservie par le train régional Ca-1 qui relie Barcelone à Tortosa.

## Histoire
Le 19 juin 2025 l'élargissement a été inauguré.

## Service des voyageurs

### Desserte
Les suivants lignes dessert la gare de Salou - Port Aventura:
| En Provenance                                | Ligne | >         | À Destination    |
| -------------------------------------------- | ----- | --------- | ---------------- |
| Service de Rodalia du Camp de Tarragone      |       |           |                  |
| terminale                                    |       | Tarragone | L'Arboç          |
| Services régionales de Rodalies de Catalunya |       |           |                  |
| terminale                                    |       | Tarragone | Barcelone-França |

### Intermodalité

#### TramCamp
Le TramCamp s'arrêtera à la gare.